# Eurrhyparodes multilinea
Eurrhyparodes multilinea is een vlinder uit de familie van de grasmotten (Crambidae). De wetenschappelijke naam van de soort is voor het eerst gepubliceerd in 1906 door George Thomas Bethune-Baker.
De soort komt voor in Papoea-Nieuw-Guinea.